# Chamaesium paradoxum
Chamaesium paradoxum är en flockblommig växtart som beskrevs av H.Wolff. Chamaesium paradoxum ingår i släktet Chamaesium och familjen flockblommiga växter. Inga underarter finns listade i Catalogue of Life.